# Queen City (Album)
Queen City ist ein Jazzalbum von J. D. Allen III. Die vom 2. bis 4. Januar 2021 in Cincinnati entstandenen Aufnahmen erschienen im Juli 2021 auf dem Label Savant Records.

## Hintergrund
J. D. Allen hat eine Karriere damit verbracht, seine schnörkellose künstlerische Ausdrucksweise zu verfeinern und einen Katalog an Kompositionen zu schaffen, der relativ kurze, thematisch zusammenhängende Stücke hervorhebt, schrieb Britt Robson. Es lag nahe, dass Allen, bedingt durch die COVID-19-Pandemie in den Vereinigten Staaten bedingte Situation, sich dem Projekt Queen City zuwendete, seinem ersten Album für Solo-Tenorsaxophon. Queen City ist nach der Stadt Cincinnati benannt, wo das Album aufgenommen wurde. In den Liner Notes schreibt Allen, dass der Zweck darin bestanden habe, sein Leben in Hoffnung für die Zukunft neu zu gestalten. Nachdem er sich andere Solo-Saxophon-Platten angehört hatte, um seinen Kurs zu bestimmen, komponierte er neun neue Stücke von jeweils weniger als vier Minuten und rahmte sie mit vier Melodien aus der Depressions-Ära ein, die zu Standards geworden sind.
„Jeder Musiker beginnt am Anfang alleine zu spielen“, betont J. D. Allen in seinen Notizen zu dem Album, „in der Hoffnung, eines Tages mit anderen auftreten zu können.“ „Saxophon zu spielen, hat für mich damit begonnen, Gefühle loszulassen, die ich nicht verbal ausdrücken konnte, selbst am Anfang, als ich nur Geräusche machen konnte.“

## Titelliste
- JD Allen: Queen City (Savant Records SCD 2194)

1. Three Little Words (Bert Kalmar, Harry Ruby) 2:56
2. Wildwood Flower (Joseph Philbrick Webster, Maud Irving) 4:30
3. Maude 2:04
4. O.T.R. 2:58
5. Retrograde 2:41
6. Gem and Eye 2:43
7. Mother 2:01
8. Queen City 3:51
9. Vernetta 2:29
10. Kristian With A K 3:56
11. Nyla’s Sky 2:47
12. Just a Gigolo (Irving Caesar, Leonello Casucci) 3:18
13. These Foolish Things (Eric Maschwitz, Jack Strachey) 3:40

Sofern nicht anders vermerkt, stammen die Kompositionen von J. D. Allen.

## Rezeption
Nach Ansicht von Britt Robson (JazzTimes) sei J. D. Allen wie immer charismatisch, nachklingend und entschlossen. Er komme in „Three Little Words“ seitwärts und leise daher wie Sonny Rollins, versenke sich in spielerische Entdeckungen, verlangsamt und beschleunigt das Tempo oder beginnt, um dann zu rekapitulieren und triumphierend eine Reihe von interpolierten Phrasen zu deklarieren. Er sei der Melodie von „Wildwood Flower“ der Carter Family [von 1928] treu geblieben und glätte ihre Lyrik in Eleganz. Die neun eigenen Stücke seien gleichzeitig unruhig und prägnant, voller Phrasen, die stoßen und rutschen, dann pausieren, wie auf „Gem and Eye“, oder kontrastieren Schwingungen und Flattern mit langgezogenen Tönen, die nach oben und unten läuten („Mother“) oder abrupt gequetscht werden („Maude“). Der Glaube an den kreativen Ausdruck sei das bleibende Thema von Queen City, so das Resümee des Autors, und in Allens Solo-Wandbild sei dies leicht zu erkennen.
Nate Chinen schrieb im WBGO-Podcast Take Five, J. D. Allen, dessen bevorzugte Formation das Trio sei, habe die Coronavirus-Pandemie „als einen kraftvollen Reset“ empfunden, in dem er seine Motivationen und Methoden klarer herausarbeiten konnte. Der Titeltrack verkörpere perfekt dieses Streben nach Selbstausdruck, mit einem offenen, fließenden Tempo und motivischen Elementen, die sowohl an Ornette Coleman als auch an Sonny Rollins erinnern.
Mat Micucci schrieb in Jazziz, die Platte umfasse eine breite Palette von musikalischen Ausdrucksformen und ein ebenso breites Spektrum an Emotionen, abwechselnde Momente der Schönheit, die Hoffnung, Liebe und Akzeptanz veranschaulichen, mit aggressiven Phrasen, die Frustration und Wut ausdrücken.
Phil Freeman schrieb in Stereogum, JD Allen sei ein enorm intelligenter und aufschlussreicher Musiker. „Es wäre leicht zu sagen: „Natürlich hat er ein Soloalbum aufgenommen – alle waren letztes Jahr eingesperrt“, aber er hat es geschafft, es zu einer nachdenklichen und noch persönlicheren Aussage zu machen, als man vielleicht erwarten kann.“ Das Album schlage einen Bogen, der in einer Sonny-Rollins-artigen Zone beginnt (Rollins hat „Three Little Words“ auf On Impulse von 1962 aufgenommen), aber schnell darüber hinaus in ein Gebiet vordringe, das rein JD Allen sei, so der Autor. Die Tatsache, dass es 45 Minuten Solo-Tenorsaxophon sind und ein sehr leichter Anteil von Hall und Raumklang mit eingefangen wurde, würden einem das Gefühl geben, in der nächsten Wohnung zu sitzen und Allen beim Üben zuzuhören.